# Parafia św. Katarzyny Aleksandryjskiej w Ujeźdźcu
Parafia Świętej Katarzyny Aleksandryjskiej w Ujeźdźcu – parafia rzymskokatolicka, znajdująca się w diecezji opolskiej, w dekanacie Paczków.
Parafię obsługuje proboszcz parafii św. Mikołaja w Gościcach.